# Cañada Real de La Plata

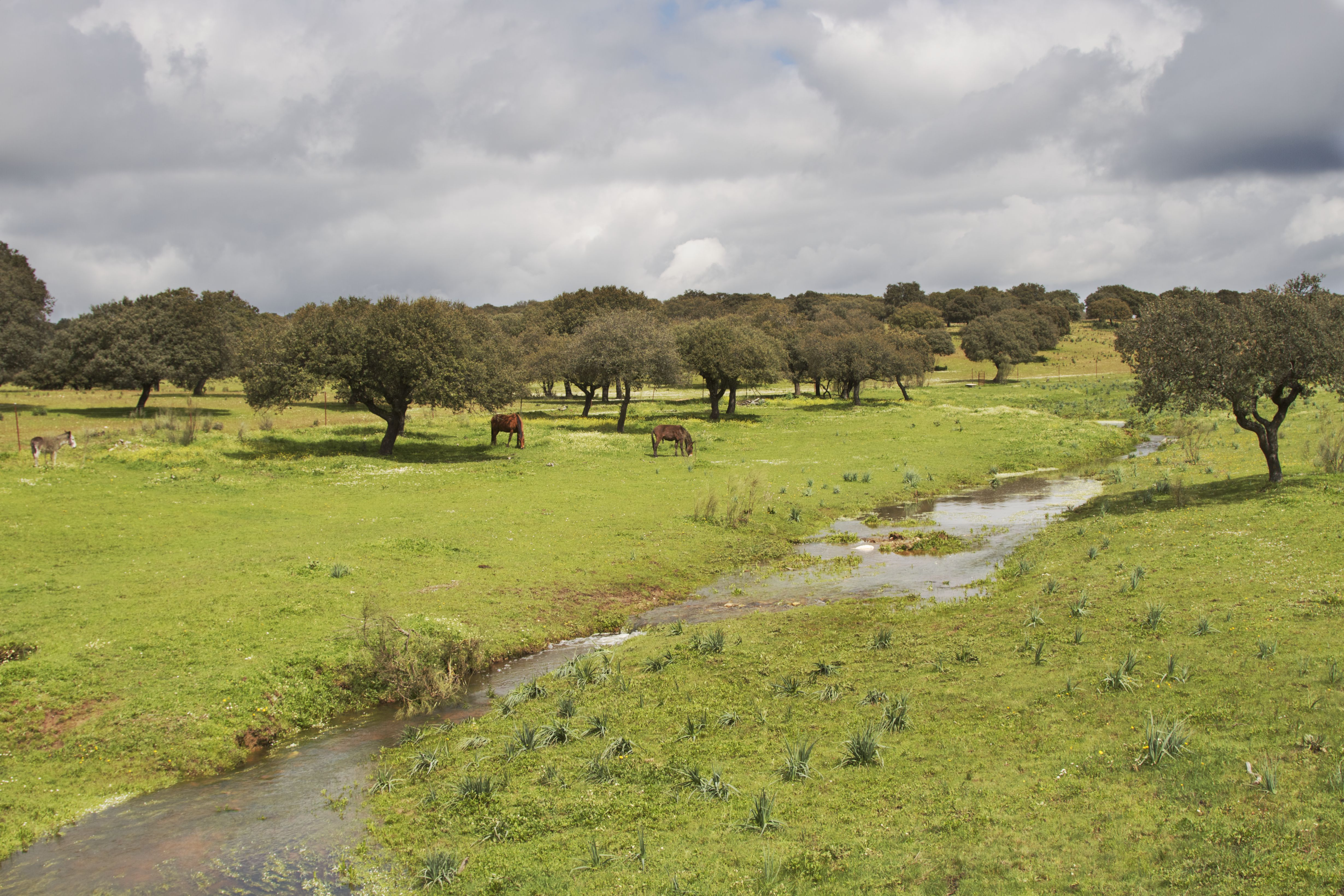
Cañada Real de La Plata.

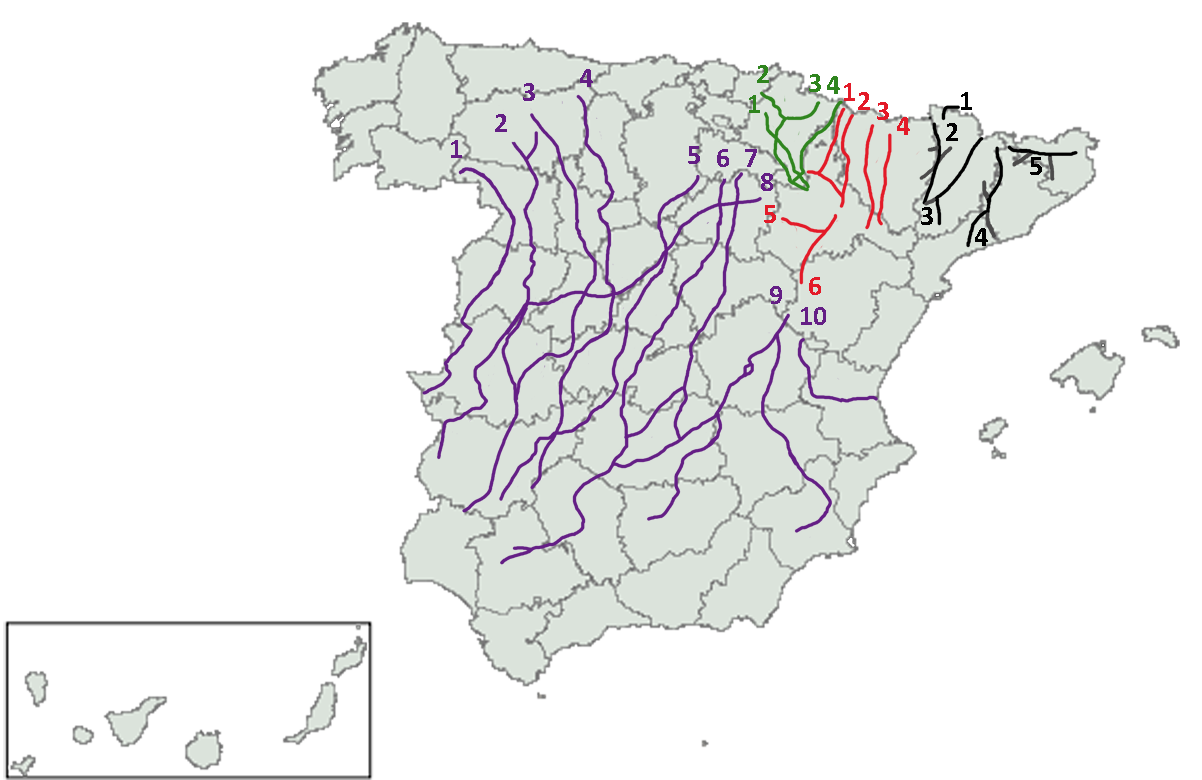
Principales Cañadas Reales
n.º 2: Cañada Real de La Plata o de La Vizana

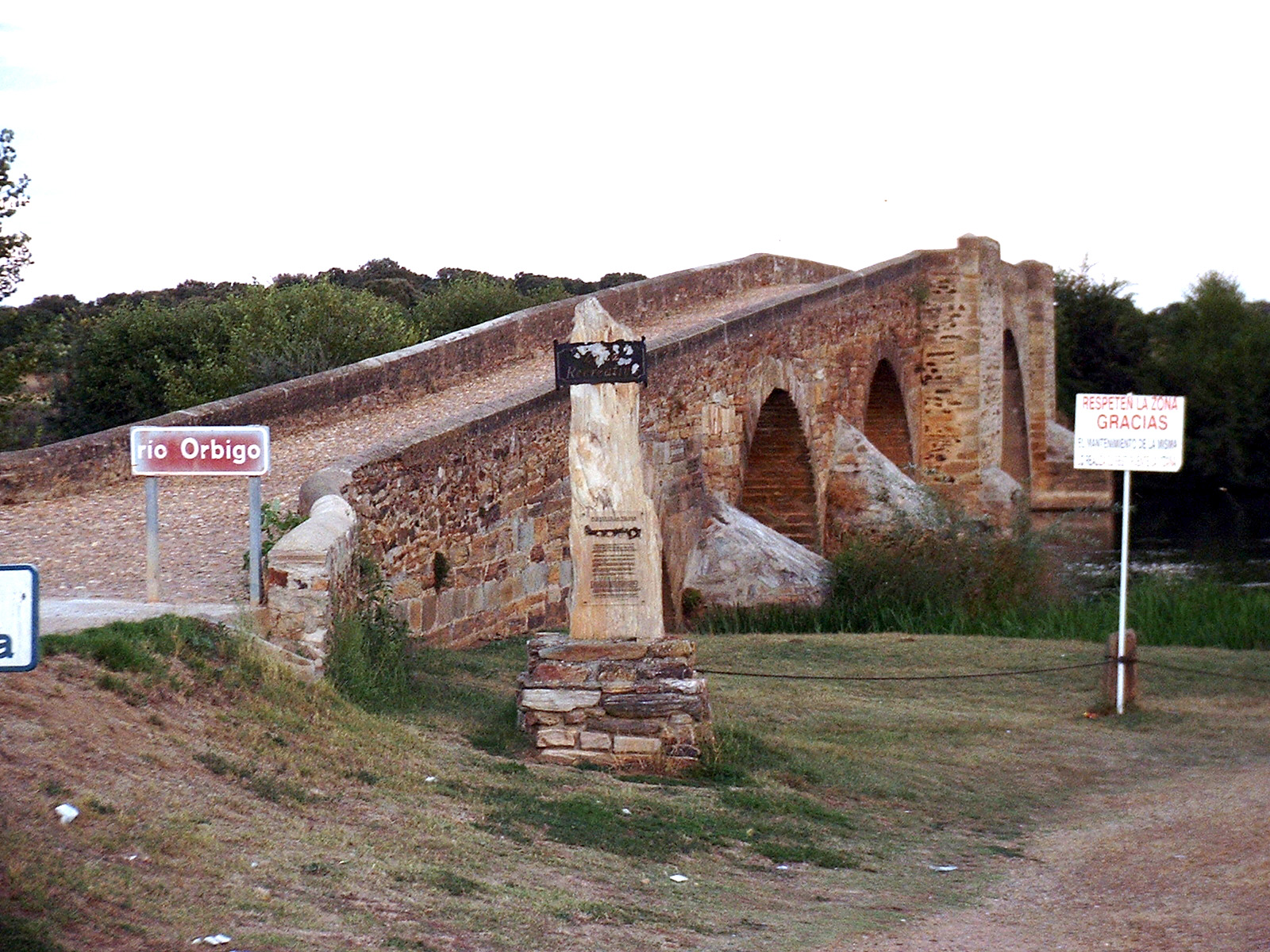
Puente de la Vizana sobre el río Órbigo que da nombre a la cañada

La Cañada Real de La Plata o de La Vizana  es una de las Cañadas de la Mesta, de 500 km de longitud que atraviesa las provincias de León, Zamora, Salamanca y Cáceres en España, desde la montaña leonesa hasta Trujillo, en Cáceres,  cuyos nombres ofrecen etimologías inciertas. El primero alude a la carretera militar de la era augustea. Las hipótesis barajadas oscilan entre el griego,  odos platys (οδοσ πλατύς), que significa camino ancho, el traslado de metales preciosos desde nuestras minas a Roma, y la acuñación árabe del término al balath o camino de conquista. El segundo hace referencia al puente  de la Vizana sobre el río Órbigo en el término municipal de Alija del Infantado (León), que todavía hoy subsiste.

## Un itinerario antiguo
Existen indicios de la existencia de la trashumancia en el occidente peninsular ya desde antiguo.

## Tramo leonés

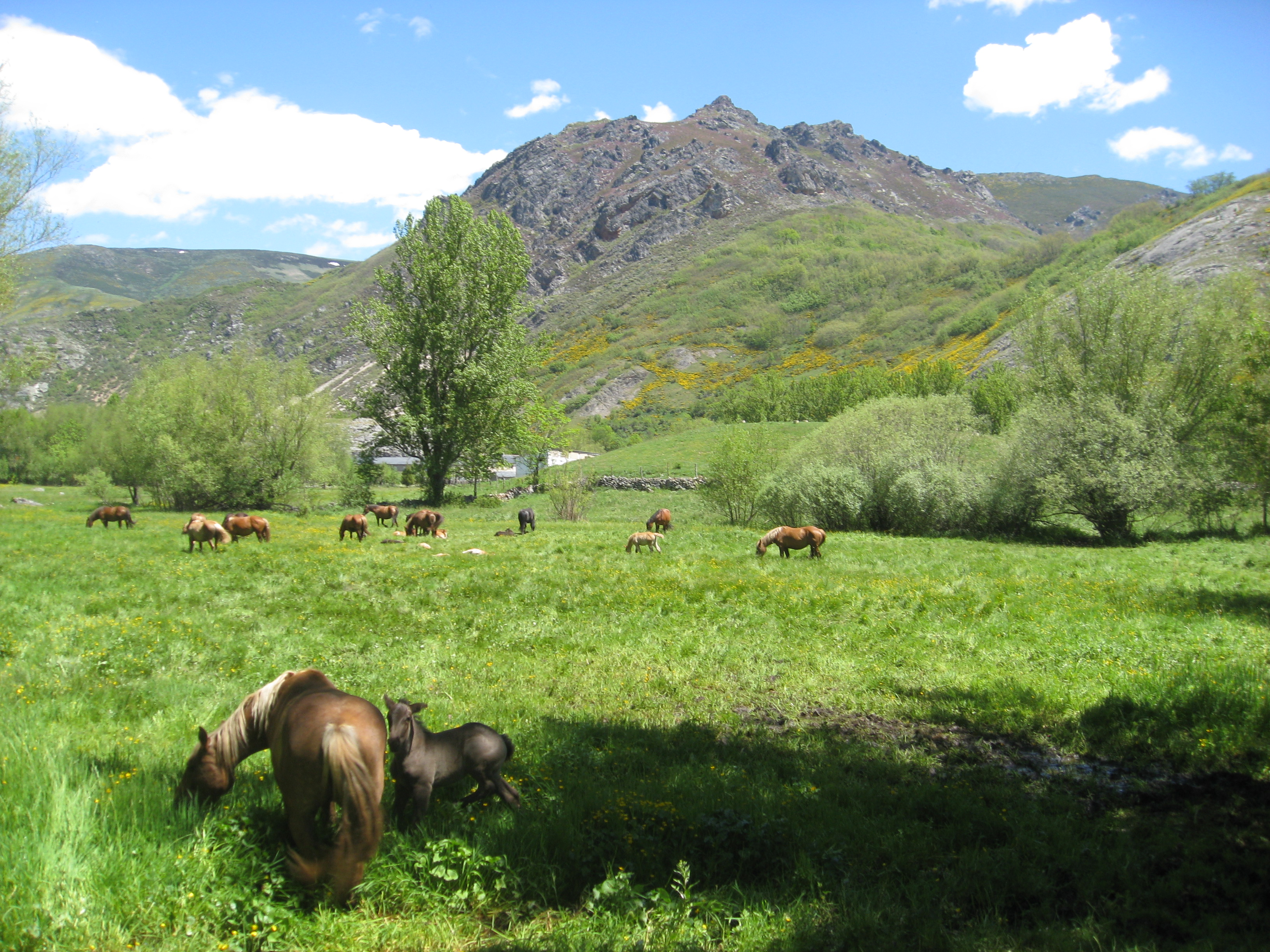
Caballos pastando en los prados de Torre de Babia

El punto de arranque de la cañada de La Plata ha sido objeto de discrepancias. Si Juan Dantín Cereceda distinguía dos cabeceras, en forma de cordel de Babia de Abajo, que parte del sitio de Traspando, cruza el puente de piedra sobre el río Luna y camina por el término de Torrestío, y de la cañada de La Vizana que comienza en el santuario de Pandorado y corre paralela al pueblo de Castro la Lomba; Robert Aitken situaba sus orígenes al norte del lugar de Inicio, en los pastos de verano del curso alto del río Órbigo. Si hay quien eleva el nacimiento de la vía pecuaria hasta el Alto de Viganos, otros lo descienden al pueblo de Canales, en los municipios de Soto y Amío.
Los arrieros maragatos pasaban una y otra vez por este cruce de caminos que es Astorga, que alberga un Museo de los Caminos, donde se descuidan un poco las vías pecuarias.

## Tramo zamorano

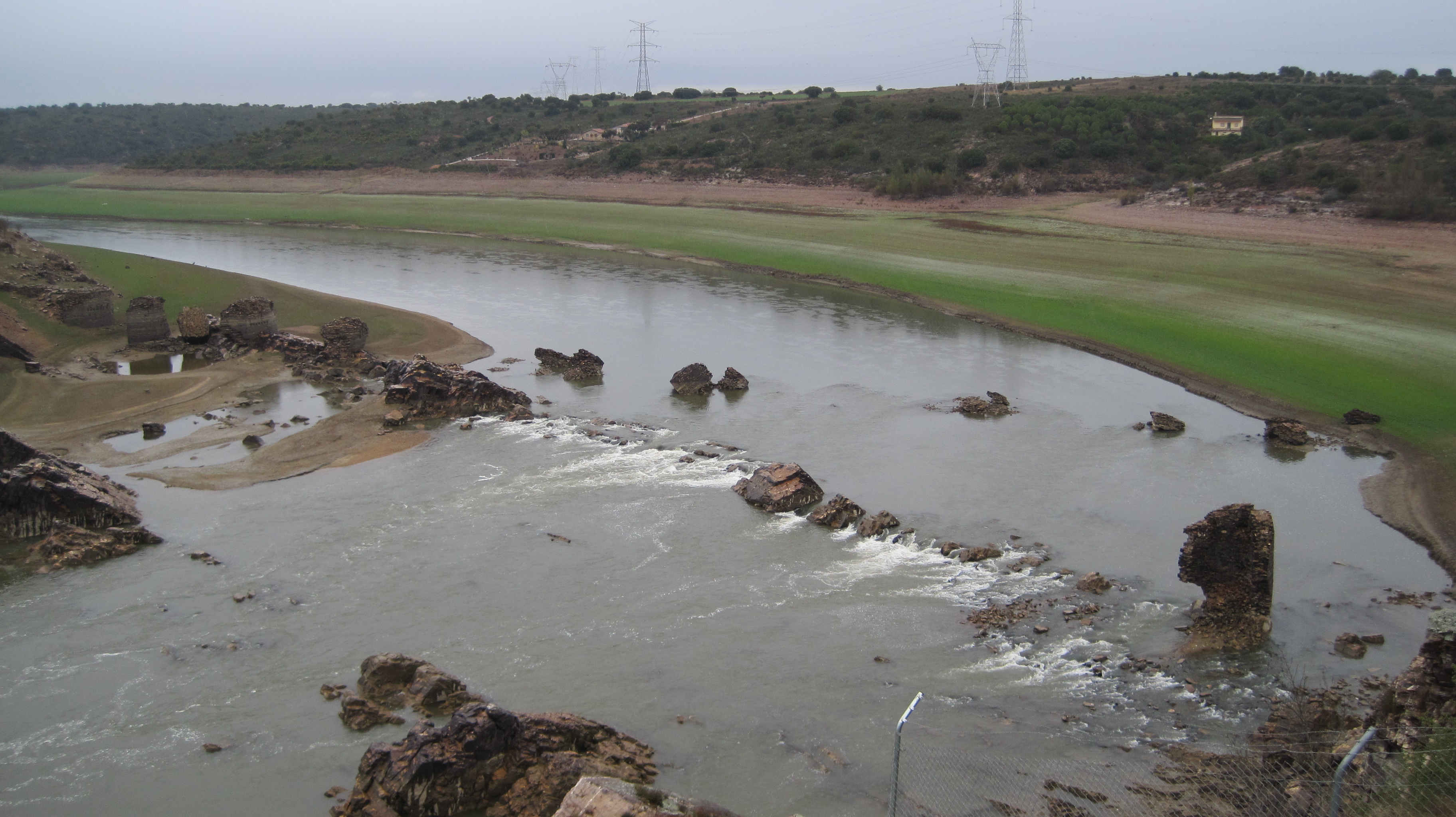
Restos del puente de Castrotorafe

## Tramo salmantino

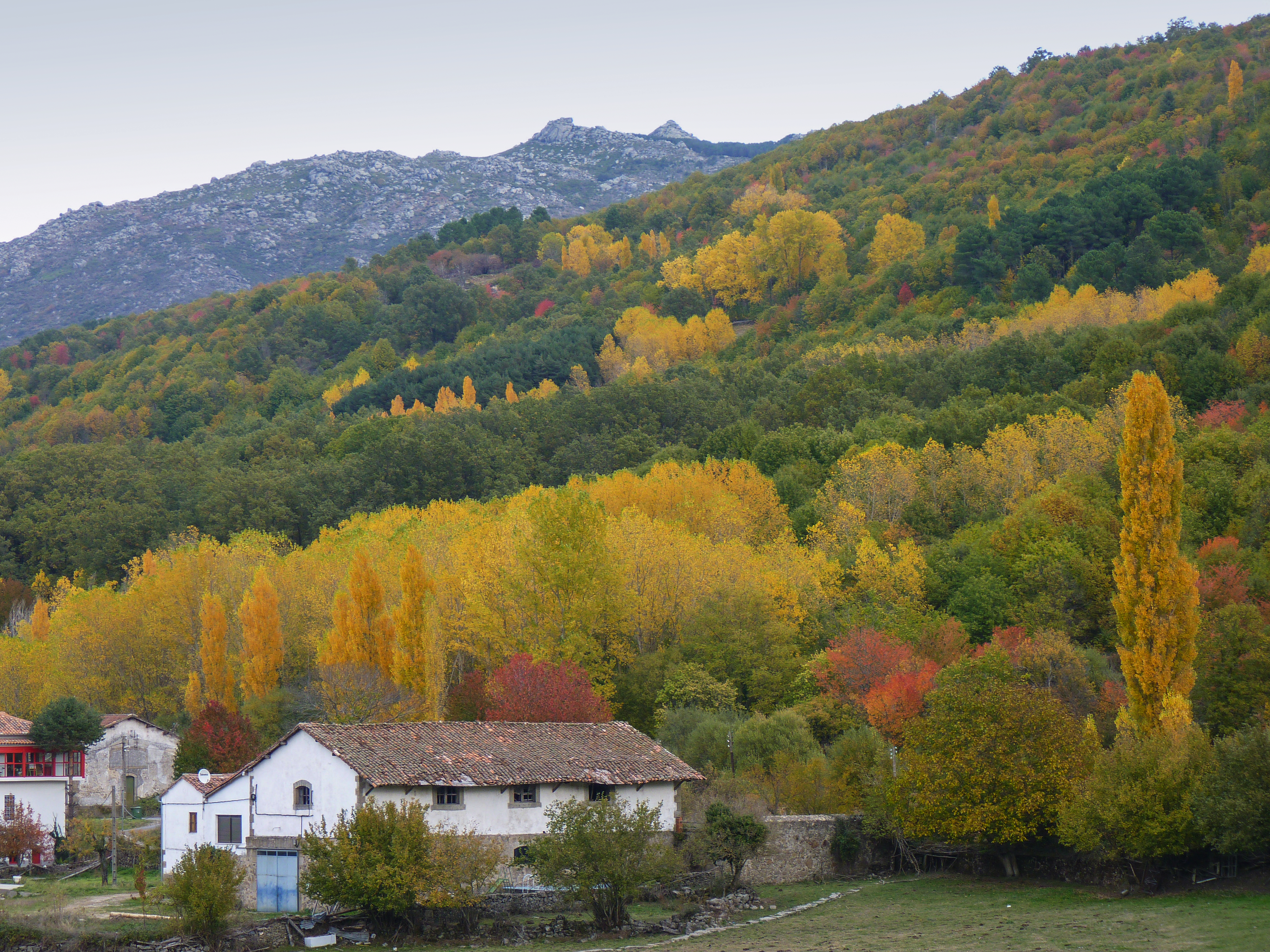
Paso de la cañada por Puerto de Béjar

La cañada entraba en Salamanca por Topas e Ízcala en la comarca de La Armuña. En la lejanía el castillo del Buen Amor de Villanueva de Cañedo. Por la calzada de Valdunciel y La Mata de Armuña en una jornada para pernoctar en el descansadero junto al puente romano de Salamanca, por donde pasaba la calzada romana de la Vía de la Plata, defendido por un verraco vetón, en el río Tormes. Salamanca ciudad vettona y luego romanizada  nacida para controlar el paso del río. También tuvo un papel importante en la repoblación y la conquista de las Extremaduras. La Torre del Gallo de la Catedral vieja de Salamanca con su cubierta de escamas pertenece al grupo que se conoce como Cimborrios del Duero, en el que también se incluye al de la Catedral de Plasencia que ya está en la cuenca del Tajo.
Al sur de la ciudad se produce un cruce de ramales pecuarios, el más importante de los cuales se desgaja de la Cañada Real Leonesa Occidental a la altura de Medina del Campo, en cuyas ferias se hacían efectivos los pagos laneros, y perpendicular a Salamanca se dirige hacia Ciudad Rodrigo. Después la vereda pasa por el puente de Alcántara bordea la frontera portuguesa para terminar en los confines de Andalucía occidental.
La cañada de la Plata sigue hacia el sur por la penillanura salmantina, y pasa por Aldeatejada, dejando a un lados el cerro de Arapiles, sigue por las dehesas de reses bravas de Calzadilla de Mendigos cruza un arroyo por el primitivo puente romano y corona la Peña Larralde. La traza de la cañada avanza por las Sierras de Herreros y de la Dueña, en un paisaje de berrocales y robles rebasando los términos concejiles de Membribe y Frades de la Sierra desemboca en la cuenca del río Alagón, que ya vierte sus aguas en el Tajo. En esta zona abundan las dehesas con encinas, jarales, robledales, arroyos y regatos, donde pacen ovejas y se crían toros de lidia. Aquí se aprovechan leña, yerbas y bellotas en la montanera, con una fauna  de rapaces, jabalíes, gatos monteses, linces y nutrias.
La vía pecuaria avanzaba dejando al este la nevada Sierra de Béjar y al oeste la Peña de Francia. De nuevo los canchales dificultan el paso de los rebaños por Fuenterroble y Los Santos, dejando a un lado el término de Guijuelo, y en Valdefuentes de Sangusín se encontraba con la Cañada Real Soriana Occidental que tomaba el cordel de Valdehijaderos y Montemayor del Río y tras un descansadero poblado de árboles y con aguas medicinales y tributar en el puerto real de La Abadía proseguía rumbo a las dehesas extremeñas y andaluzas. La de la Plata tocaba en La Calzada de Béjar siguiendo la traza romana, transitaba por el Puerto de Béjar, y entraba ya en la provincia de Cáceres por  Baños de Montemayor, famoso por sus aguas termales.

## Tramo cacereño

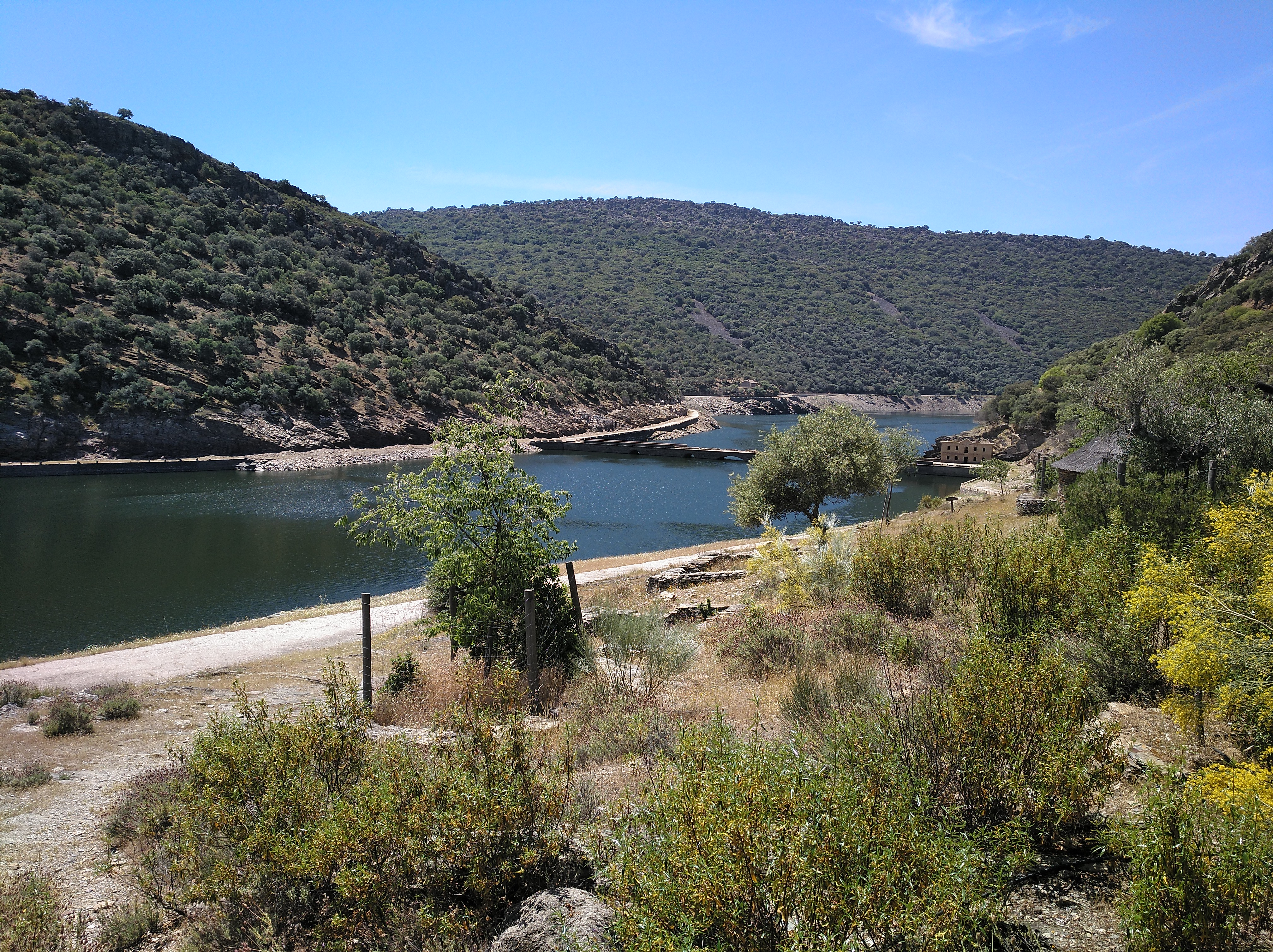
Puente del Cardenal casi sumergido por donde pasaba la cañada de la Vizana,en el parque nacional de Monfragüe

La Cañada Real Vizana o de la Plata  discurre básicamente sobre la Vía de la Plata desviándose a  la altura de Plasencia, para atravesar Monfragüe y entrar en el concejo de Trujillo una vez pasado el río Almonte. Llega al berrocal, por el que discurre hacia el SO. Terminará en el arrabal de Huertas de Ánimas después de recorrer unos 500 km.

La cañada entra en Cáceres por Baños de Montemayor camino de Hervás y entre bosques de castaños. En el puerto real  de Aldeanueva del Camino se pagaba el montazgo instalado en el puente de La Doncella. Dos importantes cordeles venían del este: el llamado de las Merinas y el del Valle del Jerte. El cordel local unía Béjar a los pueblos de su Tierra como el arrabal de Valdesangil o el serrano de Candelario, por donde transitaba la cañada, incorporando los hatos que habían pasado el verano en los agostaderos de sus montes comunales,permitiendo la llegada de la lana de las merinas a los lavaderos del río Cuerpo de Hombre. El otro cordel se incorporaba en Malpartida de Plasencia, llevaba a los rebaños ovinos de El Barco de Ávila, Hoyos del Espino, Piedrahíta y otros pueblos abulenses hasta Plasencia por el puerto de Tornavacas y Cabezuela del Valle, como hoy siguen haciendo las vacadas trashumantes  de la raza negra avileña.
El castillo de Segura de Toro y una ruta pedregosa hasta Villar de Plasencia, en la vertiente de la sierra de Cabezabellosa. La cañada cambia de dirección y entre escobas y jaras  pasaba la sierra de San Bernabé y entraba en la cuenca del Tietar.
Desde el puerto seco fiscal de Malpartida de Plasencia la cañada seguía por Carrascal, cruzaba el arroyo de la Vega entre retamas, encinas y herbazales definiéndose mejor en Villarreal de San Carlos entre chozas para atravesar el Tajo en la zona en donde confluye el Tietar, por el puente del Cardenal que aparece y desaparece según suban o bajen las aguas del pantano. En Makhada Albalat, Albalá,  como se cita en textos del siglo XV  estaba uno de los puntos de pontazgo para la ovejas mesteñas, que pasarían seguramente por el puente del Cardenal. Subiendo la sierra de las Corchuelas se llegaba a Torrejón el Rubio en el área del Parque nacional de Monfragüe.
La vía pecuaria continua hacia el sureste cruzando el puente contadero del río Almonte y Tozo respetando los campos de cereales de Aldea de Trujillo, y por valle del curso del río Marinejo. En Huertas de  Ánimas estaba el  Descansadero del Rebaladero,  ya en Trujillo, donde la cañada de la Plata y la Leonesa Occidental se fusionaban.

## Paisajes
Montaña leonesa
El recorrido por la cañada de La Vizana permite contemplar paisajes naturales o creados por el hombre de gran interés. Las ciudades que atraviesa la vía pecuaria también tienen un gran interés cultural, viejas ciudades romanas como Asturica Augusta, o ciudades  Patrimonio de la Humanidad como Salamanca.
En el inicio de la cañada en la montaña occidental leonesa destacan Babia, Laciana, Luna  y Omaña. Babia fue declarada en 2004 Reserva de la Biosfera. En 2003 también lo fue el Valle de Laciana y en 2005 el valle de Omaña y Luna,
En Babia se encuentra el macizo de Ubiña, con sus altas montañas y profundos valles con prados donde se siega la hierba para el heno del invierno que alimentará a la cabaña local. En la región existen algunos endemismos botánicos como Saxifraga babiana o Centaurea janeri subsp. babiana. En Babia hay poco arbolado a excepción  del hayedo-abedular  de Monte Valtarón en el puerto Ventana.
En la zona destacan los puertos de merinas donde pacían los rebaños mesteños, como los de La Cueta, La Majúa, Torre de Babia, Torrestío, Torrebarrio, Villafeliz de Babia y Peñalba de Cilleros.
Tierra de Campos
Pasado el puente del Esla la cañada emite un cordel a la izquierda hacia Castronuevo y Toro que discurre por las Lagunas de Villafáfila, de alto interés natural.
El Campo charro y la Sierra de Béjar
Al sur de Salamanca ciudad está el Campo Charro,  con dehesas con buenos pastos y un buen encinar con  vacas moruchas típicas de Salamanca y toros de lidia.
Al sur de la localidad de Los Santos la Cañada  Real Soriana Occidental que viene por el este se fusiona con la Vizana. Durante seis km hasta Valdefuentes de Sangusín se superponen entrambas cañadas. Pasado el río Sangusín la Soriana Occidental se desvía a la derecha camino de Montemayor del Río. La Vizana continúa hacia el sur hasta La Calzada de Béjar. 

Desde La Calzada de Béjar a Puerto de Béjar, caminan junta la calzada y la cañada. La Vizana recorre la margen derecha del río Cuerpo de Hombre llegando al puente de la Magadalena. Es una zona donde se pueden observar miliarios romanos. La Cañada atraviesa la Reserva de la Biosfera de las Sierras de Béjar y Francia (2006), con robles, encinas, fresnos y algún castaño. Se pueden observar restos de la calzada romana, (alcantarillas, miliarios, etc.). Debajo de un viaducto de la Autovía de La Plata se ha recuperado un tramo de la calzada romana. Llegando a lo alto del puerto entramos en la provincia de Cáceres por Baños de Montemayor, antigua mansio  y estación termal romana.
Parque nacional de Monfragüe
Se creó el parque con el fin de conservar la mancha de bosque y matorral mediterráneo más grande y genuino que ha llegado hasta nosotros. El arbolado está compuesto por alcornoques, quejigos, encinas y acebuches. El matorral está formado por grandes jarales. En las zonas húmedas alisos, fresnos y sauces.